# The Master of Ballantrae (película)
The Master of Ballantrae (El señor de Ballantry en España y El bribón del mar en Hispanoamérica) es una película de 1953 dirigida por William Keighley y protagonizada por Errol Flynn, Roger Livesey y Anthony Steel. Está basada en la novela homónima de Robert Louis Stevenson.

## Argumento
En Inglaterra hay en 1745 un alzamiento jacobita. Por esa razón la familia Durrisdeer debe tomar una decisión para mantener las posesiones familiares en estos tiempos bélicos. Como no saben qué bando va a ganar, es decir si el Rey o los jacobitas, la familia decide separarse, al menos en apariencia, en dos. De esa manera el hijo mayor de los Durrisdeer, Jamie, se une a los jacobitas y, Henry, el menor, apoya al bando del rey.
Sin embargo, no todo va según lo planeado por ellos y Henry acaba siendo, en principio, el heredero.

## Reparto
| Actor             | Personaje             |
| ----------------- | --------------------- |
| Errol Flynn       | Jamie Durie           |
| Roger Livesey     | Coronel Francis Burke |
| Anthony Steel     | Henry Durie           |
| Beatrice Campbell | Lady Alison           |
| Yvonne Furneaux   | Jessie Brown          |
| Felix Aylmer      | Lord Durrisdeer       |
| Mervyn Johns      | MacKellar             |
| Charles Goldner   | Mendoza               |

## Producción
A causa de la mala imagen que en esos momentos tenía a causa de sus problemas con el alcohol y las drogas Errol Flynn dejó Estados Unidos para tratar realzar su carrera en Europa. Allí se reencontró con el director William Keighley, con el que ya había trabajado en Robin de los bosques (1938) y con el que decidió hacer este filme, el cual sería la última obra de Keighley.
Una vez preparado todo, se filmó la película en 1952 en Escocia, Italia y en Inglaterra.

## Recepción
La película fue un fracaso en el cine, cuando se estrenó.
En el presente la obra cinematográfica ha sido valorada en portales cinematográficos y por críticos profesionales. En IMDb, con aproximadamente 1800 votos registrados por parte de los usuarios, la película obtiene una media ponderada de 6,4 sobre 10. En cuanto a Rotten Tomatoes, los más de 500 votos registrados en el portal dieron a este filme una valoración media de 3,2 de 5, mientras que los 5 críticos profesionales, que valoraron la película en ese portal, le dieron una valoración media de 6,7 de 10. También cabe destacar, que en el periódico La Vanguardia los usuarios que dieron su opinión allí le dieron a la película una aprobación del 61%.